# Nélida Lobato
Haydée Nélida Menta, más conocida como Nélida Lobato (Buenos Aires, 19 de junio de 1934 - Buenos Aires, 9 de mayo de 1982) fue una bailarina, actriz, modelo y vedette argentina, una de las más destacadas de la revista porteña.

## Biografía
Nélida comenzó su carrera a los 18 años de edad en un programa de LR3 Radio Belgrano Televisión mostrando su talento para el baile y después, cuando Buddy Day, dueño del teatro Bim-Bam-Bum de Santiago de Chile, le dio la oportunidad de ser una estrella en su empresa. 
Hizo su debut cinematográfico como actriz en 1954, en la película El calavera, dirigida por Carlos Borcosque.
Trabajó en el legendario Lido de París, Francia, siendo primer figura del espectáculo después de haber actuado en Las Vegas durante cinco años junto a Dean Martín entre otros.
Luego de viajar en 1961 haciendo giras fuera del país, regresó a Argentina junto a su marido, el coreógrafo Éber Lobato, convirtiéndose en la virtual sucesora de Nélida Roca en la revista porteña encabezada por los teatros El Nacional y Maipo.
Incursionó con éxito en televisión como actriz y periodista, llegando a tener un programa de almuerzos (Almorzando con las estrellas) que en su momento compitió con Almorzando con Mirtha Legrand. En la pantalla chica, había empezado en 1958, bailando en el ballet de Éber. 
Divorciada de Lobato, estuvo un tiempo en pareja con un conocido y joven director de televisión de Chile, y luego con el actor Víctor Laplace.
En 1977, protagonizó la obra teatral Chicago con Ámbar La Fox y adaptación de Enrique Pinti. Ya aquejada por un cáncer incurable, en enero de 1982, debutó junto a Tato Bores en su último espectáculo: La mariposa en el Maipo.
En julio de 1980 se la vio haciéndose chequeos en el Sanatorio Güemes debido a unos cólicos renales en medio de la superatención dispensada al actor Luis Sandrini quien había fallecido en ese tiempo. 
Falleció de cáncer hepático en mayo de 1982, a los 47 años de edad. Junto a ella se encontraban su madre y su hermana Betty. Su hijo Adrián falleció de manera sorpresiva siendo aún muy joven.

## Carrera

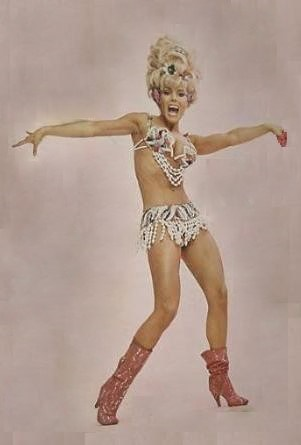
Nélida Lobato en una portada de la revista Siete Días de 1969.

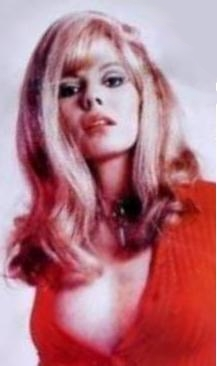
Nélida Lobato en 1970.

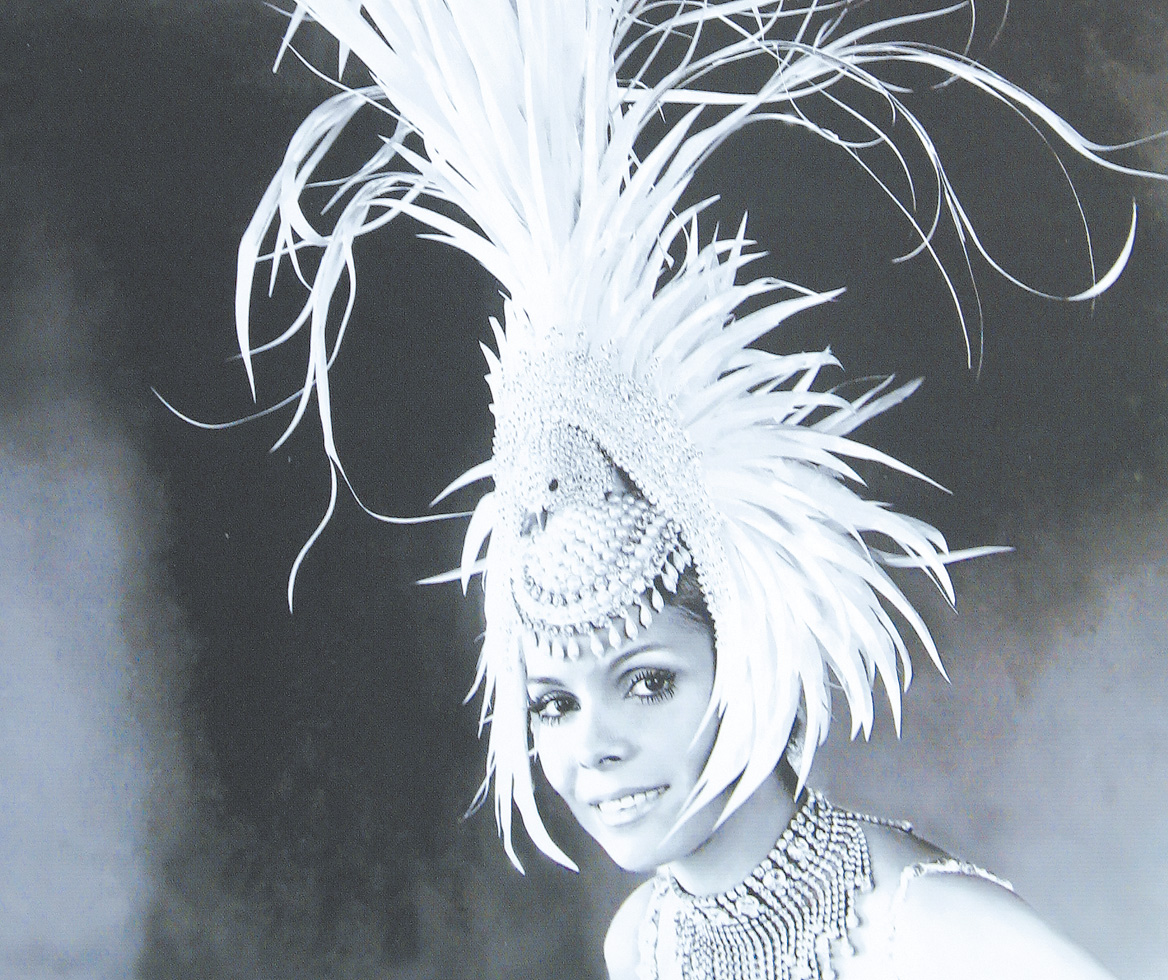
Nélida Lobato en 1974.

| Cine, televisión, shows teatrales y premios               | Cine, televisión, shows teatrales y premios | Cine, televisión, shows teatrales y premios                               |
| --------------------------------------------------------- | ------------------------------------------- | ------------------------------------------------------------------------- |
| El calavera                                               | 1954                                        | Filme.                                                                    |
| El satélite chiflado                                      | 1956                                        | Filme.                                                                    |
| Venga a bailar el rock                                    | 1957                                        | Filme.                                                                    |
| Mientras haya un circo                                    | 1958                                        | Producción fílmica argentina y chilena.                                   |
| Nubes de humo                                             | 1959                                        | Filme argentino y peruano.                                                |
| Historia de jóvenes                                       | 1959                                        | Serie de Televisión.                                                      |
| 50 mujeres y un ladrón                                    | 1959                                        | Teatro Bim Bam Bum, Santiago de Chile.                                    |
| Diluvio de carcajadas                                     | 1960                                        | Teatro Bim Bam Bum, Santiago de Chile.                                    |
| Telecómicos                                               | 1960                                        | Programa de televisión.                                                   |
| Andy Russell Show                                         | 1960                                        | Televisión de Estados Unidos.                                             |
| El show de Antonio Prieto                                 | 1961                                        | Programa de televisión.                                                   |
| Telecataplúm                                              | 1962                                        | Televisión del Uruguay.                                                   |
| Sábados Gigantes                                          | 1964                                        | Televisión de Chile.                                                      |
| Scream of the Butterfly                                   | 1965                                        | Filme de Estados Unidos, con Nick Novarro, Richard Beebe, Robert Miller.  |
| Sábados Circulares con Mancera                            | 1966                                        | Programa de televisión.                                                   |
| Vivir es una comedia                                      | 1968                                        | Televisión de Uruguay.                                                    |
| El show de Nélida Lobato                                  | 1969                                        | Televisión de Chile.                                                      |
| Juani en sociedad                                         | 1969                                        | Televisión de Chile.                                                      |
| Corrientes... Casi esquina Champs Elysées                 | 1969                                        | Teatro El Nacional.                                                       |
| Después de la z... viene p                                | 1970                                        | Teatro Nacional, Buenos Aires.                                            |
| Blum                                                      | 1970                                        | Filme argentino.                                                          |
| El mundo de Nélida Lobato                                 | 1971                                        | Programa de Televisión.                                                   |
| El Maipazo del año                                        | 1971                                        | Teatro Maipo, Buenos Aires.                                               |
| El mundo del espectáculo                                  | 1971                                        | Serie de Televisión.                                                      |
| Alta comedia                                              | 1971                                        | Serie de Televisión.                                                      |
| Gran despiplume en el Maipo                               | 1972                                        | Teatro Maipo, Buenos Aires.                                               |
| Argentinísima                                             | 1972                                        | Filme musical argentino.                                                  |
| Corona de Oro a la Vedette N.º 1                          | 1972                                        |                                                                           |
| Rolando Rivas, taxista                                    | 1972                                        | Telenovela.                                                               |
| Escándalos                                                | 1973                                        | Comedia, con Víctor Laplace y Moria Casán, Teatro Nacional, Buenos Aires. |
| Almorzando con Nélida Lobato                              | 1973                                        | Programa de televisión.                                                   |
| Corrientes y Marrone                                      | 1973                                        | Programa de Televisión.                                                   |
| El Maipo... es el Maipo (y el 74 es Nélida Lobato)        | 1974                                        | Teatro Maipo, Buenos Aires.                                               |
| El gran Marrone                                           | 1974                                        | Programa de televisión.                                                   |
| Porcelandia                                               | 1974                                        | Programa de televisión.                                                   |
| Fantástico: o show da vida                                | 1975                                        | Televisión de Brasil.                                                     |
| El show de las estrellas                                  | 1975                                        | Televisión de Colombia.                                                   |
| El show de Eber y Nélida Lobato                           | 1976                                        | Programa de televisión.                                                   |
| Dingolondango                                             | 1976                                        | Televisión de Chile.                                                      |
| Sábado Sensacional                                        | 1976                                        | Televisión de Venezuela.                                                  |
| La revista de esmeraldas y diamantes                      | 1977                                        | Comedia, con Tato Bores y Moria Casán, Teatro Maipo, Buenos Aires.        |
| Chicago                                                   | 1977                                        | Musical, con Ámbar La Fox, Teatro Nacional, Buenos Aires.                 |
| 300 Millones                                              | 1978                                        | Televisión de España.                                                     |
| El tío Porcel                                             | 1978                                        | Programa de televisión.                                                   |
| Aquí, Hotel O'Higgins                                     | 1979                                        | Televisión de Chile.                                                      |
| Festival de Viña del Mar 1979                             | 1979                                        | Televisión de Chile.                                                      |
| La fiesta de todos                                        | 1979                                        | Filme argentino.                                                          |
| Así como nos ven                                          | 1979                                        | Teleteatro cómico                                                         |
| Lunes gala                                                | 1979                                        | Televisión de Chile.                                                      |
| Segunda Teletón                                           | 1979                                        | Televisión de Chile.                                                      |
| El gran baile                                             | 1980                                        | Televisión de Chile.                                                      |
| Érase otra vez... Nélida Lobato                           | 1980                                        | Teatro Cómico, Buenos Aires.                                              |
| La ciudad de dos hombres                                  | 1981                                        | Telenovela.                                                               |
| Premio Konex de Platino (categoría Espectáculos: Vedette) | 1981                                        | Fundación Konex                                                           |
| Diploma al Mérito (categoría Espectáculos, Vedette)       | 1981                                        | Fundación Konex                                                           |
| La gran noche                                             | 1981                                        | Televisión de Chile.                                                      |
| Noche de gigantes                                         | 1981                                        | Televisión de Chile.                                                      |
| La Mariposa                                               | 1982                                        | Teatro Maipo, su último show.                                             |